# Oléiculture du Languedoc-Roussillon

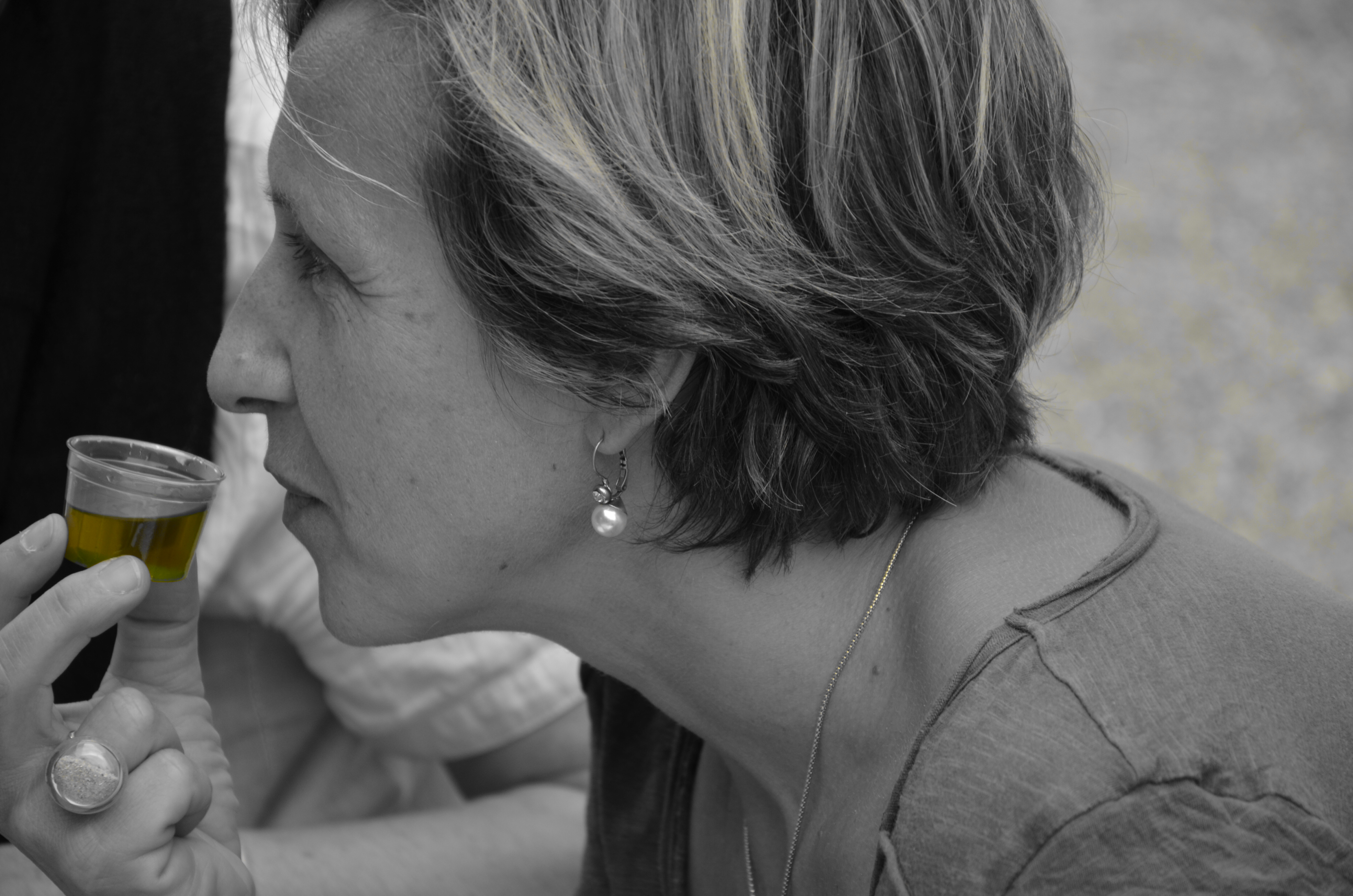
Dégustation d'huile d'olive du Domaine de Pradines-le-Bas au château de Lignan

L'oléiculture de la région Languedoc-Roussillon est répartie sur quatre des cinq départements de la région. Ils constituent, au sens de l'Association française interprofessionnelle de l'olive (AFIDOL) quatre bassins de production d'olives de confiserie pour la table et pour l'huile.

## Bassins de production
Ce sont, par ordre alphabétique :

### Hérault
L'Hérault est divisé par l'AFIDOL en trois zones. L'interprofession donne la liste des principales variétés présentes. En premier, les variétés les plus répandues puis les variétés considérées comme secondaires.

#### Zone Nord

##### Variétés répandues
- la Lucques
- l'Olivière.

##### Variétés secondaires
- la Ménudel,
- la Verdale-de-l'Hérault.

##### Variétés pollinisatrices
- l'Amellau,
- la Cayon,
- la Cornicabra

#### Zone Centre

##### Variétés répandues
- la Lucques
- l'Olivière,
- la Picholine.

##### Variétés secondaires
- la Clermontaise,
- la Verdale-de-l'Hérault.

##### Variétés pollinisatrices
- l'Amellau,
- la Cayon,
- la Cornicabra

#### Zone Sud

##### Variétés répandues
- la Lucques
- l'Olivière,
- la Picholine.

##### Variétés secondaires
- la Rougette de Pignan
- la Verdale-de-l'Hérault
- la Violette de Montpellier

##### Variétés pollinisatrices
- l'Amellau,
- la Cayon.

### Pyrénées-Orientales
Selon Marc Rozier, le département appartient à la fois à la chaîne des Pyrénées et à la Méditerranée. Il est voisin, limitrophe du grand pays producteur d'olives, l'Espagne, premier producteur planétaire. Un handicap ou une chance pour des productions variétales de qualité ? Un effort important est fait pour remettre en culture des oliveraies abandonnées (Collioure, Banyuls, Sorède et les contreforts du Canigou). Les oliveraies vont jusqu'au Boulou et au Perthus. L'olivier est partout dans la plaine roussillonnaise, dans l'arboriculture fruitière et les vignes. Il convient de citer la commune de Salses avec sa grande plantation d'un seul tenant d'« une dizaine de milliers de Picholines, Lucques et autres ». 
On comptait avant 1956 150 000 oliviers et 2 000 oléiculteurs avec 1 moulin actif en 1999 pour 7 moulins en 1955.
Dans les Pyrénées-Orientales, l'étude de l'AFIDOL ne fait pas de distinction nord-centre-sud. Une seule zone avec une variété répandue, une variété locale et des variétés secondaires.

#### Variétés répandues
- Olivière ou Ouana,
- Verdale des Pyrénées-Orientales

#### Variétés secondaires
- Argoudeil,
- Berdaneil,
- Courbeil,
- Lucques,
- Picholine,
- Poumal dels monts,
- Poumal des plaines,
- redouneil.

## Sources